# Отто Скорцені
О́тто Скорце́ні (нім. Otto Skorzeny; 12 червня 1908, Відень — 6 липня 1975, Мадрид) — австрійський інженер і підприємець, оберштурмбанфюрер СС. Співробітник СД, уславлений своїми успішними спецопераціями (найвідоміша з них — звільнення з ув'язнення усуненого від влади Беніто Муссоліні, 1943).

## Життєпис
Син інженера-будівельника Антона Скорцені та його дружини Флорентіни, уродженої Зібер. Отто мав польське походження: прізвище Скорцені походить від назви села Скоженцин, де жили його предки.

### Передвоєнний час
У 1932 році вступив у НСДАП (квиток №1 083 671). У лютому 1934 року вступив у 89-й штандарт СС (особистий номер 29 579), у складі якого брав участь у спробі нацистського перевороту в Австрії. Входив до складу загону СС, який скоїв вбивство канцлера Дольфуса. Після заборони НСДАП і СС входив у напіввійськові воєнізовані формування нацистів. Під час подій, які передували аншлюсу Австрії, був командиром однієї з мобільних команд австрійських СС. Керував арештом президента Австрії Мікласа. На чолі свого загону брав активну участь у єврейському погромі у Відні під час «Кришталевої ночі». 1939 року переведений у «Лейбштандарт СС Адольф Гітлер».

### Друга світова війна
Учасник бойових дій у Франції, Югославії і на радянсько-німецькому фронті. У квітні 1943 року переведений в 6-те управління РЗХА, яке займалось зовнішньою розвідкою, і призначений начальником відділу IVS. В обов'язки відділу входило проведення заходів з матеріального, морального й політичного саботажу за кордоном. Налагодив масштабне виробництво фальшивої валюти США і Великої Британії. 

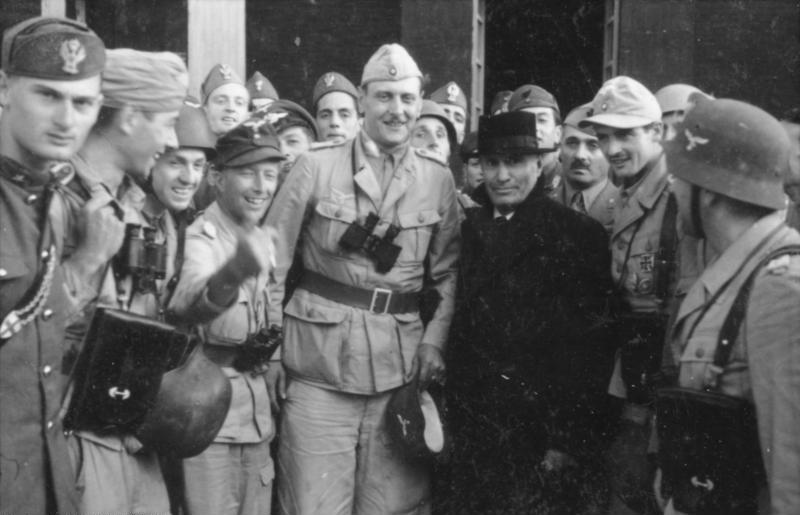
Загін Отто Скорцені з визволеним Муссоліні. 12 вересня 1943

29 липня 1943 року Скорцені отримав завдання звільнити заарештованого італійського диктатора Беніто Муссоліні. 13 вересня 1943 року загін парашутистів СС під командуванням Скорцені висадився в Аппенінах поруч із гірськолижним готелем, де утримувався Муссоліні. Звільнивши його, Скорцені разом із Муссоліні вилетів у Рим, а потім — у Берлін.
У жовтні 1944 року командував спеціальним загоном, який 15 жовтня 1944 року здійснив викрадення голови Угорщини адмірала Міклоша Горті. Під час Арденнського наступу Скорцені був призначений командиром диверсійних загонів (близько 2 000 осіб), котрі повинні були у формі американських військ здійснювати диверсії в тилу ворожих з'єднань, проте операція провалилась: майже 2/3 бійців загинули. У січня 1945 року керував подібною операцією на радянсько-німецькому фронті. У квітні 1945 року Скорцені доручили організувати безпеку так званої «Альпійської фортеці», розташованої у важкодоступних горах Тіроля. У перших числах травня Скорцені був призначений начальником Військового управління РЗГА.

#### Операція «Довгий стрибок»

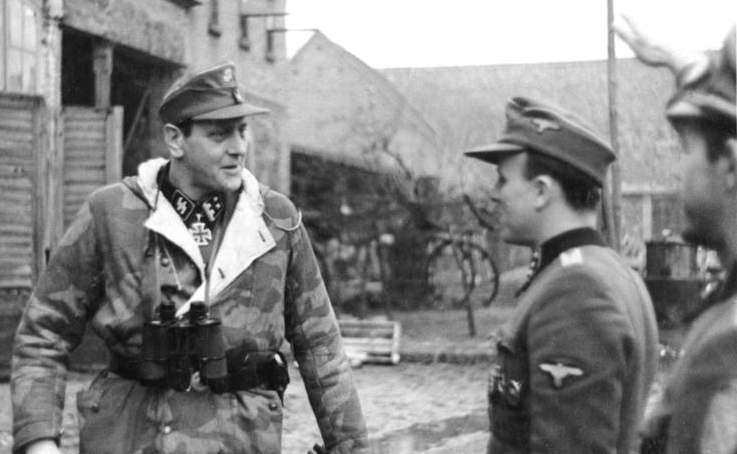
Оберштурмбанфюрер Скорцені в Померанії. Лютий, 1945 р.

Отто Скорцені розробив секретну операцію під кодовою назвою «Довгий стрибок», з наміром під час тегеранської конференції союзників убити Сталіна, Черчилля, Рузвельта або навіть викрасти їх у Тегерані, потрапивши до посольства Великої Британії зі сторони вірменського кладовища, на котрому починалося джерело (пізніше, в 1966 році він підтвердив, що мав таке доручення).

### Після війни
15 травня 1945 року заарештований американськими військами у Штаєнмарці. У вересні 1947 року постав перед судом Американського військового трибуналу в Дахау. Але був виправданий і звільнений. Певний час працював в архіві американських окупаційних військ. У квітні 1948 року був заарештований німецькою владою і поміщений у табір для інтернованих воєнних злочинців у Дармштадті. 26 липня 1948 року втік. На думку ряду дослідників, у 1949 році Скорцені створив підпільну організацію «Павук», яка організовувала зустріч колишнім членам СС. Можливо, її каналами Німеччину покинули понад  500 воєнних злочинців.
У 1950 році поселився в Іспанії, займався підприємництвом. У січні 1951 року прізвище Скорцені було офіційно виключене зі списку воєнних злочинців, які розшукувались владою ФРН. Брав активну участь у створенні Об'єднання колишніх військовослужбовців військ СС.
Працював консультантом у єгипетського президента Гамаля Абделя Насера та аргентинського президента Хуана Перона.
Помер від раку 6 липня 1975 року в Мадриді.

## Нагороди

### Міжвоєнний період
- Австрійський академічний спортивний знак в бронзі
- Кільце «Мертва голова»
- Почесна шпага рейхсфюрера СС
- Йольський свічник
- Почесний кут старих бійців
- Німецька імперська відзнака за фізичну підготовку в сріблі
- Почесний знак Націонал-соціалістичного німецького студентського союзу
- Медаль «У пам'ять 13 березня 1938 року»
- Медаль «У пам'ять 1 жовтня 1938» із застібкою «Празький град»

### Друга світова війна
- Нагрудний знак «За участь у загальних штурмових атаках» 1-го ступеня
- Медаль «За вислугу років в НСДАП» в бронзі та сріблі (15 років)
- Залізний хрест 2-го класу (26 серпня 1941)
- Медаль «За зимову кампанію на Сході 1941/42» (2 вересня 1942)
- Нагрудний знак «За поранення»
  - В чорному (18 серпня 1943)
  - В сріблі
- Залізний хрест 1-го класу (12 вересня 1943)
- Відзначений у Вермахтберіхт (12 вересня 1943)
- Лицарський хрест Залізного хреста з дубовим листям
  - Лицарський хрест (13 вересня 1943) — як гауптштурмфюрер резерву СС і командир з'єднання особливого призначення «Фріденталь».
  - Дубове листя (№826; 9 квітня 1945) — як оберштурмбаннфюрер резерву військ СС, командир винищувальних з'єднань СС і бойовий комендант Шведта-на-Одері.
- Золотий Комбінований Знак Пілот-Спостерігач із платиновим орлом і діамантами (16 вересня 1943) — нагороджений особисто Германом Герінгом.
- Орден Ста Мушкетерів (Італія)
- Хрест Ардіті (Італія)
- Командор ордена Святої Корони з військовою відзнакою і мечами (Угорщина)
- Німецький хрест в золоті (16 жовтня 1944)
- Почесна застібка на орденську стрічку для Сухопутних військ (5 лютого 1945)

## Галерея

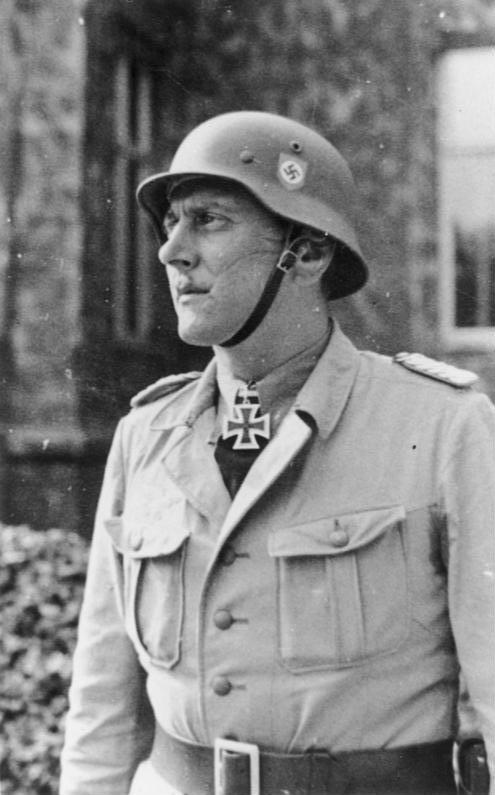
Отто Скорцені, командир з'єднання особливого призначення «Фріденталь»
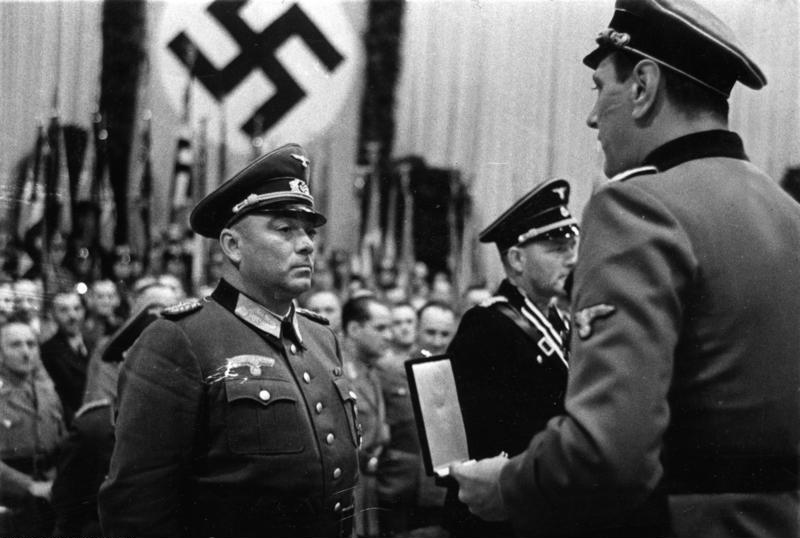
Скорцені вручає Гельмуту Кернеру Лицарський хрест Хреста воєнних заслуг з мечами (Берлін; 3 жовтня 1943).
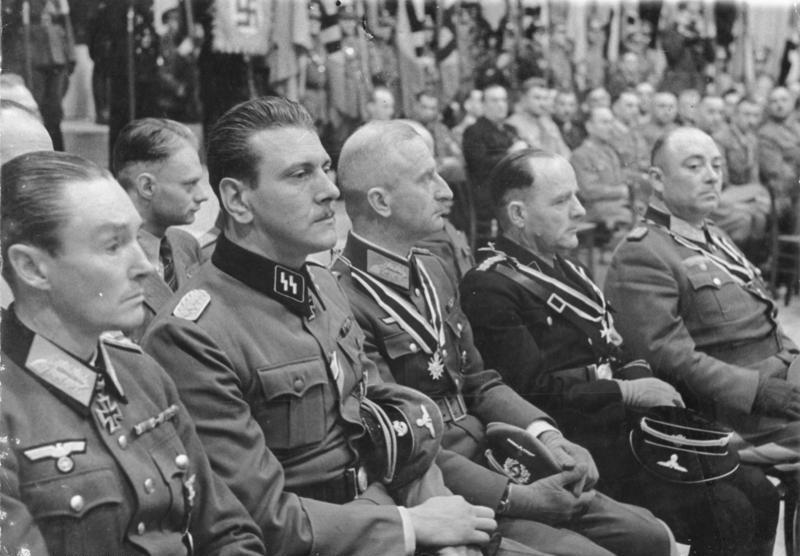
Скорцені — другий ліворуч (Берлін, 3 жовтня 1943)
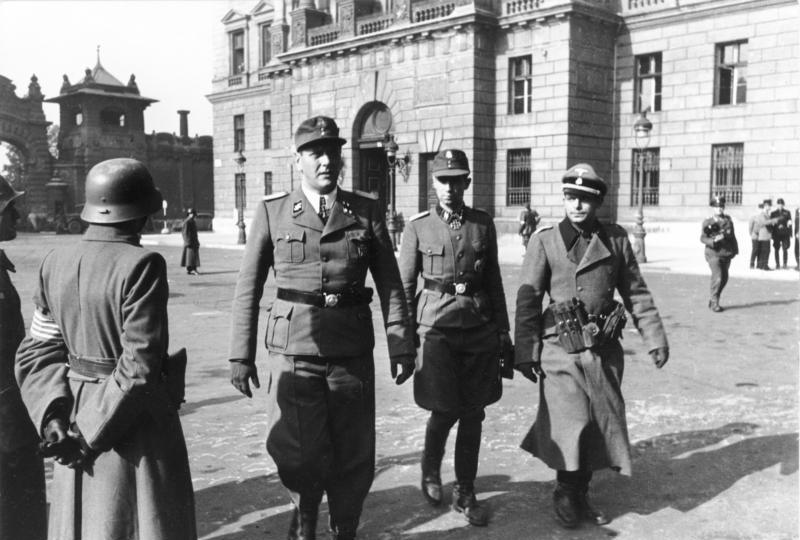
Зліва направо: Отто Скорцені, Адріан фон Фелькерзам і Вальтер Гірг (Будапешт, 16 жовтня 1944)
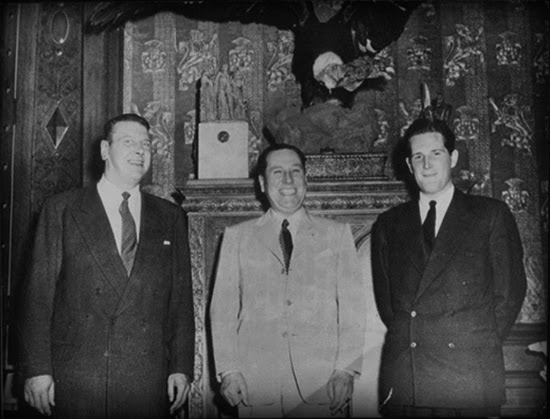
Отто Скорцені (ліворуч) і Хуан Перон (у центрі)